# Matthew Targett
Matthew Targett (Chertsey, 24 dicembre 1985) è un ex nuotatore australiano, specializzato nello stile libero e nella farfalla.

## Palmarès
- Olimpiadi

Pechino 2008: argento nella 4x100m misti e bronzo nella 4x100m sl.
Londra 2012: bronzo nella 4x100m misti.
- Mondiali

Roma 2009: argento nei 50m farfalla e bronzo nella 4x100m misti.
Shanghai 2011: oro nella 4x100m sl e argento nei 50m farfalla.